# Nevado Pariacaca
El Nevado Pariacaca, ubicado en los Andes centrales, entre los departamentos de Lima y Junín, tiene dos picos (el pico norte, de 5724 m s. n. m., y el pico sur 5750 m s. n. m.).
Según la Cosmovisión andina, el adoratorio de Pariacaca era considerado como una de las más importantes deidades del Tahuantinsuyo, por ello era motivo de peregrinación, y definían los extremos de un vasto espacio sacralizado que era unido por el Camino Inca que recorre las cuencas de los ríos Lurín, Mala, Cañete y Mantaro. En dicho espacio se realizaron las hazañas de los dioses, héroes y pueblos de la costa y sierra de Lima prehispánica que son narrados en el "Manuscrito de Huarochirí".

## Sitio arqueológico
Tiene una escalera de construcción incaica de cerca de 2000 peldaños. Tiene 337 metros de altura. 
La valiosa información proporcionada en la Carta Annua de 1609 y 1611, ha permitido identificar los lugares donde se desarrollaba el culto al apu Pariacaca en su adoratorio, La Carta Annua de 1609 menciona una cueva grande (Cuchimachay), un lugar de sacrificios, un lugar señalado y tres piedras o pedrezuelas. La Carta Annua de 1611 menciona una boca o boquerón situado al final de una escalera empedrada, donde se realizaban los sacrificios y ofrendas. 
Por este imponente nevado cruza el camino ceremonial inca que empieza en el Santuario de Pachacámac-Lima con dirección al adoratorio de este apu, y que era utilizado por los habitantes de la sierra (Jauja-Junín) para bajar al santuario de Pachacamac. Este camino terminaba en el Cuzco, completando así la trinidad de los adoratorios más importantes del imperio. Fue una vía importante del Qhapaq Ñan (red vial incaica), que también fue utilizada en la época colonial. Era también una de las principales vías de comunicación entra la costa y la sierra del gran territorio incaico del Tahuantisuyo.